# شهنواز وسطی
شهنواز وسطی یکی از روستاهای استان آذربایجان شرقی است که در دهستان قوری‌چای شرقی بخش مرکزی شهرستان چاراویماق واقع شده‌است.این روستا ۱۱۸ نفر جمعیت دارد.